# ルーカス教授職
ルーカス教授職（ルーカスきょうじゅしょく、英: Lucasian Chair of MathematicsあるいはLucasian Professorship of Mathematics）は、ケンブリッジ大学の数学関連分野の教授職（ポスト）のひとつ。ニュートン、バベッジ、ストークス、ディラック、ホーキングなどが務めたのでとても名誉を持てる学術的地位とされている。

## 概要
ヘンリー・ルーカスによる資金提供によって1663年に設けられた。1664年1月18日にチャールズ2世によって公式に認められた。
ルーカスは、1639年から1640年のケンブリッジ大学の大学選挙区選出議員 (Cambridge University's member of Parliament) を務めた人物である。ルーカスは遺言によって、自らの蔵書4000冊余りをケンブリッジ大学の大学図書館に遺贈。本教授職を設置するにあたって年に100ポンドを提供。彼の遺言により、貧しい老人を収容するための養老院・病院の建設に7000ポンドが贈られた。
ルーカスの遺言の中に「この教授職にある者は教会で活動すべきではない」との要求があった。この要求に従い初代ルーカス教授のアイザック・バローは同職をつとめている間は聖職者とはならず、2代目ルーカス教授にアイザック・ニュートンを指名し、退任した後教会の聖職者となった（バローは同教授職からの転進を図りたくて（実は聖職者になりたかったこともあって）早期にニュートンにルーカス教授職を譲った可能性もある、とも言われる）。2代目ルーカス教授のアイザック・ニュートンの時代、ケンブリッジ大学の全教員は上位聖職者への叙階が義務付けられていたが、ニュートンはルーカスの遺言内の同要求を根拠にして叙階を拒否した。ニュートンは熱心なキリスト教徒で聖書の研究も非常に熱心に行っていた（ニュートンは後の1690年頃に『ダニエル書と聖ヨハネの黙示録の預言（en）についての研究』という本も自ら執筆・刊行し、晩年には『（改訂）古代王国年代学』という聖書的歴史や終末論に関する本の原稿も執筆していた。ニュートンの死後に残された蔵書1624冊の内数学・自然学・天文学関連の本は259冊で16%にすぎないのに対して、神学・哲学関連は518冊で32%であり、神学・哲学関係の蔵書が多く、ニュートンがその意識を割り当てている対象の割合としては数学・自然学・天文学よりもむしろ神学・哲学関連のほうが大きかったのである。）。ニュートンの信仰はイングランド国教会の教義とは異なるユニテリアン的でまたアリウス派的内容の信仰であったので、その意味でもイングランド国教会の叙階は受け入れたくなかった可能性もある、とされる。いずれにせよ王チャールズ2世は、ニュートンによる叙階拒否とその釈明を支持し「本教授職に就く者全員が上位聖職者への叙階を拒否できる」とした。
これまでルーカス教授職となった人は全員、いわゆる「応用」数学の専門家であり、実際のところ、理論物理学者で数学に特に強い人、である。過去に選ばれた人を見てみると、各時代の理論物理学者の中でも その時代として特に「クールな」（つまりイカしている、素晴らしい）立ち位置や姿勢で研究を行っている人が選ばれてきた
。
現職の第19代のルーカス教授職はマイケル・ケイツが2015年7月1日より務めている。

## ルーカス教授職に就いた人物の一覧
着任の年、在職した長さ、人物名
- 1664年～、6年間、アイザック・バロー（Isaac Barrow）
- 1669年～、33年間、アイザック・ニュートン（Sir Isaac Newton）
- 1702年～、9年間、ウィリアム・ホイストン（William Whiston）
- 1711年～、28年間、ニコラス・サーンダソン（Nicolas Saunderson）
- 1739年～、21年間、ジョン・コルソン（John Colson）
- 1760年～、38年間、エドワード・ウェアリング（Edward Waring）
- 1798年～、22年間、アイザック・ミルナー（Isaac Milner）
- 1820年～、2年間、ロバート・ウッドハウス（Robert Woodhouse）
- 1822年～、4年間、トーマス・タートン（Thomas Turton）
- 1826年～、2年間、ジョージ・エアリー（Sir George Airy）
- 1828年～、11年間、 チャールズ・バベッジ（Charles Babbage）
- 1839年～、10年間、ジョシュア・キング（Joshua King）
- 1849年～、54年間、ジョージ・ストークス（Sir George Stokes）
- 1903年～、29年間、ジョゼフ・ラーモア（Sir Joseph Larmor）
- 1932年～、37年間、ポール・ディラック（Paul Dirac）
- 1969年～、10年間、ジェームス・ライトヒル（Sir James Lighthill）
- 1980年～、30年間、スティーヴン・ホーキング（Stephen Hawking）
- 2009年～、6年間、マイケル・グリーン（Michael Green）
- 2015年～、現職、 マイケル・ケイツ（Michael Cates）

## フィクションにおけるルーカス教授職
テレビドラマシリーズ新スタートレック (TNG) の最終話で、Q（人類を超越した絶対的な力を持つQ連続体に属する生命体）がピカードに見せた、ありうる未来の1つの地球で、アンドロイドのデータ（レギュラー登場人物の一人）はルーカス教授職に就いていた。